# Asura mediofascia
Asura mediofascia är en fjärilsart som beskrevs av Rothschild 1913. Asura mediofascia ingår i släktet Asura och familjen björnspinnare. Inga underarter finns listade i Catalogue of Life.